# Helina fasciata
Helina fasciata este o specie de muște din genul Helina, familia Muscidae. A fost descrisă pentru prima dată de Jaennicke în anul 1867. Conform Catalogue of Life specia Helina fasciata nu are subspecii cunoscute.